# Indianola (Mississippi)
Indianola è una città (city) degli Stati Uniti d'America, capoluogo della contea di Sunflower, nello Stato del Mississippi.